# James Glenn Beall
James Glenn Beall, född 5 juni 1894 i Frostburg, Maryland, död 14 januari 1971 i Frostburg, Maryland, var en amerikansk republikansk politiker. Han representerade delstaten Maryland i båda kamrarna av USA:s kongress, först i representanthuset 1943-1953 och sedan i senaten 1953-1965.
Beall deltog i första världskriget i USA:s armé och befordrades till sergeant. Han var sedan verksam inom fastighets- och försäkringsbranscherna i Maryland. Han var ledamot av delstatens senat 1930-1934.
Beall efterträdde 1943 Katharine Byron i representanthuset. Han efterträddes sedan 1953 Herbert O'Conor som senator för Maryland. Beall besegrades av utmanaren Joseph Tydings i senatsvalet 1964.
Beall gravsattes på begravningsplatsen Frostburg Memorial Park. Sonen John Glenn Beall var senator för Maryland 1971-1977.